# Rheochloa scabriflora
Rheochloa  es un género monotípico de plantas herbáceas,  perteneciente a la familia de las poáceas. Su única especie: Rheochloa scabriflora Filg., P.M.Peterson & Y.Herrera, es originaria de Brasil

## Taxonomía
Rheochloa scabriflora fue descrita por Filg., P.M.Peterson & Y.Herrera y publicado en Systematic Botany 24(2): 123–127, f. 1–3. 1999.
Etimología
El nombre del género alude al ave no voladora, Rhea, y después el tipo de género.
scabriflora: epíteto latíno que significa "con flores rugosas"